# Съюз на българите в Грузия „Възраждане“
Съюз на българите в Грузия „Възраждане“ е неправителствена организация на българите в Грузия. Организацията е създадена през 1996 година в столицата Тбилиси по инициатива на Райна Белева-Ахалкацишвили. Регистрирано е през 1997 година, а последната му пререгистрация е през 1998 година.
Съюзът обединява всички българи в грузинската столица. Дейността му е насочена към опазване на българските традиции и обичаи, популяризиране на постиженията на българската наука и култура в Грузия. През 2001 година е създадено неделно училище към съюза на българите в кавказката страна.
С помощта на български дипломати в Грузия, дружеството започва да организира редовни срещи, празненства и неделни курсове по български език. След последната смяна на българските дипломати от страна на първото правителство на Бойко Борисов, в Тбилиси помощта спира. Българското посолство дори не допуска до себе си дружеството.